# Greatest Hits (Crosby, Stills & Nash)
Greatest Hits è un album di raccolta del trio rock Crosby, Stills & Nash, pubblicato nel 2005.

## Tracce
1. Suite: Judy Blue Eyes – 7:22 (Stephen Stills)
2. Long Time Gone – 4:17 (David Crosby)
3. Just a Song Before I Go – 2:12 (Graham Nash)
4. Southern Cross – 4:40 (Stephen Stills, Richard Curtis, Michael Curtis)
5. Marrakesh Express – 2:36 (Graham Nash)
6. Helplessly Hoping – 2:37 (Stephen Stills)
7. Shadow Captain – 4:32 (David Crosby, Craig Doerge)
8. Our House – 3:01 (Graham Nash)
9. Guinnevere – 4:43 (David Crosby)
10. See the Changes – 2:56 (Stephen Stills)
11. Teach Your Children – 2:55 (Graham Nash)
12. Wooden Ships – 5:22 (David Crosby, Stephen Stills, Paul Kantner)
13. Delta – 4:12 (David Crosby)
14. 49 Bye-Byes – 5:15 (Stephen Stills)
15. Wasted on the Way – 2:51 (Graham Nash)
16. Carry On/Questions – 4:25 (Stephen Stills)
17. In My Dreams – 5:10 (David Crosby)
18. Cathedral – 5:15 (Graham Nash)
19. Daylight Again – 2:28 (Stephen Stills)